# Monumento al marqués de Salamanca
El monumento al marqués de Salamanca se encuentra en Madrid y fue inaugurado el 17 de abril de 1903. Dedicado a José de Salamanca y Mayol, marqués de Salamanca, su emplazamiento original estuvo entre las calles Lista y Velázquez, desde donde fue trasladada a la plaza epónima. Su autor es el escultor barcelonés Jerónimo Suñol.

## Historia
La erección de la estatua, dedicada al banquero y político liberal malagueño José de Salamanca, promotor del barrio al que da nombre (empresa que le costó su fortuna), formaba parte del programa promovido por el Ayuntamiento de Madrid, presidido por Alberto Aguilera, para celebrar la mayoría de edad y asunción como monarca de Alfonso XIII en 1902. Otras estatuas del programa eran las de Agustín Argüelles, obra de José Alcoverro; Bravo Murillo, de Miguel Ángel Trilles; Francisco de Goya, de Mariano Benlliure; Francisco de Quevedo, de Agustín Querol; y Lope de Vega, de Mateo Inurria (también estaban previstas, aunque no llegaron a ejecutarse, estatuas de Don Ramón de la Cruz, Leandro Fernández de Moratín y Ventura Rodríguez).
El coste total de la obra ascendió a 33 000 pesetas, de las que 10 000 correspondieron al pedestal, obra del arquitecto municipal Pablo Aranda y el resto a la figura en bronce del marqués, modelada por el escultor barcelonés Jerónimo Suñol, y fundida en el taller Masriera y Campins, de Barcelona.
Aunque se había previsto que se inaugurase, como el resto del estatuas del programa, dentro de un programa de festejos que tuvo lugar en junio de 1902, no llegó a hacerse. La inauguración, sin festejo ni ceremonia, tuvo lugar el 17 de abril de 1903. Inicialmente, el monumento se colocó en la confluencia de las calles Velázquez y Lista (Ortega y Gasset en la actualidad), varias manzanas al oeste de su ubicación final. El monumento lo circundaba una reja de forja y fundición.
Varios años después, al abrirse la plaza que recibiría el nombre del marqués, en la confluencia de las calles de Lista y Príncipe de Vergara (para lo que hubo que derribar las edificaciones que se encontraban ya construidas en las esquinas de dicho cruce) se trasladó allí el monumento (aunque no la reja que lo circundaba). Ha permanecido en esta ubicación desde entonces, salvo un pequeño periodo a finales de la década de 1960, cuando fue trasladada a los almacenes municipales durante la construcción del aparcamiento subterráneo de la plaza.

## Descripción
El monumento consta de tres partes: la base la forman tres escalones de granito. Sobre ellos se encuentra un pedestal de forma prismática cuadrangular, con los ángulos achaflanados, dividido en varios cuerpos. Culmina el monumento la estatua en bronce del marqués de Salamanca.
El pedestal está hecho de piedra blanca de Almorquí, y se encuentra dividido en un zócalo, en la parte inferior; un cuerpo principal; y un ático, unido al cuerpo principal mediante aletones, que remata el conjunto. En los ángulos achaflanados del cuerpo principal hay una ménsula, rematada por los aletones.
En la cara frontal del cuerpo principal del pedestal, orientada al oeste, hay un relieve con el escudo de Madrid coronado sobre un fondo de laureles y dividido en tres cuarteles, con el dragón y el oso y el madroño rodeados por siete estrellas de seis puntas en los superiores, y una corona de laurel en el inferior. La cara que da al sur hay una inscripción muy elaborada, en la que, sobre una palma incisa, aparece la siguiente leyenda:
En la cara este, aparece un emblema del trabajo y del comercio. Se trata de un pico y una pala cruzados bajo una rueda dentada que corona un caduceo de Mercurio rodeados por una corona de laurel. Una cartela superpuesta muestra el año «1811», año de nacimiento del homenajeado. En la cara norte, otra inscripción:
La escultura, la última que realizó Jerónimo Suñol antes de su muerte, muestra al banquero en postura casual. Mira al frente y viste una levita. La pierna derecha está adelantada y porta en la mano de ese lado un rollo de papeles, quizá aludiendo a sus proyectos. La mano izquierda aparece metida en el bolsillo del pantalón.
En la peana, en el lado derecho, se lee «j. suñol». En una placa situada en el lado izquierdo puede leerse «fundicion artistica / masriera y campins / sdad ama barcelona».